# Terpolymère
Un terpolymère est un polymère issu de la copolymérisation de trois comonomères. Sa chaîne principale contient trois motifs de répétition.
Les terpolymères sont beaucoup moins nombreux que les copolymères.

## Exemples
- Le polymère thermoplastique semi-technique acrylonitrile butadiène styrène (ABS).
- L'élastomère spécial EPDM.

## Note
1. ↑  Un copolymère, lorsque ce n'est pas spécifié, est issu de la copolymérisation de deux comonomères.